# Saint-Quentin-sur-le-Homme
Saint-Quentin-sur-le-Homme – miejscowość i gmina we Francji, w regionie Normandia, w departamencie Manche.
Według danych na rok 1990 gminę zamieszkiwało 1007 osób, a gęstość zaludnienia wynosiła 60 osób/km² (wśród 1815 gmin Dolnej Normandii Saint-Quentin-sur-le-Homme plasuje się na 222. miejscu pod względem liczby ludności, natomiast pod względem powierzchni na miejscu 179.).